# محطة المركز المالي (مترو دبي)
محطة المركز المالي، هي محطة عبور سريعة على الخط الأحمر من مترو دبي في دبي، الإمارات العربية المتحدة.

## تاريخ
افتتحت محطة المركز المالي في 9 سبتمبر 2009 كجزء من الامتداد الأولي للخط الأحمر، حيث تسير القطارات من الراشدية إلى نخيل هاربر آند تاور. وافتُتحت المحطات الأخرى على الخط الأحمر تدريجياً خلال عامي 2010 و2011.

## موقع

مترو دبي من الخارج

تقع محطة المركز المالي جنوب غرب المركز التاريخي لدبي، وتقع بين بر دبي والعديد من أكبر مشاريع التطوير الجديدة في المدينة. إلى الشرق يوجد مركز دبي المالي العالمي، سميت المحطة نسبة إليه. تشمل المباني السكنية القريبة برج إندكس وبرج مبارك الكبير في مركز دبي المالي العالمي، بالإضافة إلى العديد من الفنادق.

## تصميم المحطة
مثل العديد من المحطات الأخرى على الخط الأحمر، تقع محطة المركز المالي على جسر موازي للجانب الشرقي من شارع الشيخ زايد. تم تصنيفها على أنها محطة من النوع الثاني، مما يعني أنها مزودة بردهة مرتفعة ومنصتين جانبيتين بمسارين.

مترو دبي من الداخل

### تخطيط المنصة
| منصة             | خط                   | تجاه                                                                   |
| ---------------- | -------------------- | ---------------------------------------------------------------------- |
| الراشدية         | ■الخط الأحمر (أعلى)  | برجمان، الاتحاد، الراشدية                                              |
| الإمارات للصرافة | ■الخط الأحمر (لأسفل) | لبرج خليفة / دبي مول، داماك العقارية، الإمارات العربية المتحدة للصرافة |

## روابط خارجية
- مركز دبي المالي العالمي